# Муса Гурбанли
Муса Гурбан огли Гурбанли (азерб. Musa Qurban oğlu Qurbanlı, нар. 13 квітня 2002, Баку, Азербайджан) — азербайджанський футболіст, нападник клубу «Карабах» та національної збірної Азербайджану.

## Ігрова кар'єра

### Клубна
Муса Гурбанли є вихованцем молодіжної команди столичного «Нефтчі». У 2017 році він приєднався до клубу «Карабах». Дебютну гру в команді нападник провів 20 грудня 2019 року у матчі Кубка Азербайджану. 25 вересня 2020 року Гурбанли вперше вийшов на поле у матчі чемпіонату країни. В грудні 2022 року футболіст підписав з клубом новий контракт на чотири роки.
Влітку 2023 року стало відомо, що Гурбанли переходить до стану шведського «Юргордена», з яким підписав трирічний контракт. 22 липня 2023 року у матчі проти «Ельфсборга» нападник дебютував в чемпіонаті Швеції.
В червні 2024 року Гурбанли повернувся до чемпіонату Азербайджану і приєднався до свого колишнього клубу — «Карабаха».

### Збірна
З 2018 року Муса Гурбанли виступав за юнацькі та молодіжну збірну Азербайджану.
11 листопада 2020 року в товариському матчі проти команди Словенії Муса Гурбанли дебютував у складі національної збірної Азербайджану.

## Титули
Карабах
 Чемпіон Азербайджану (4): 2019/20, 2021/22, 2022/23, 2024/25
 Переможець Кубка Азербайджану: 2021/22

## Особисте життя
Муса Гурбанли є сином колишнього азербайджанського футболіста, а пізніше футбольного тренера Гурбана Гурбанова.